# Institut Sainte-Geneviève
L'Institut Sainte-Geneviève est un établissement scolaire privé catholique sous contrat parisien. Il est situé 64, rue d'Assas ([[6e arrondissement de Paris|6e arrondissement]]).

## Histoire
Les congrégations enseignantes sont interdites depuis la loi de 1905. Cependant la Société des Filles du Cœur de Marie (née sous la Révolution française en 1791 à l’initiative du père de Clorivière et d’Adélaïde de Cicé) fonde l’Institut Normal Sainte Geneviève en 1913, sous l'impulsion de l'abbé Audollent, afin de former les institutrices des écoles primaires catholiques du diocèse de Paris.
L'Institut alors installé au 33, rue d'Assas, voit croître rapidement le nombre de ses élèves. Les jeunes filles assistent à des cours de pédagogie générale et musicale dès la classe de seconde. Après le baccalauréat l’année pédagogique est proposée jusqu’au milieu des années soixante dix. De nos jours l'activité de formation des professeurs est regroupée au CRFP (Centre régional de Formation pédagogique Sainte Geneviève-Jean Martin). Après de grands travaux en 1972 puis en 1993, les locaux sont déplacés au 64 rue d'Assas, établissement tel qu'on le connaît aujourd'hui.
L’établissement se développe autour d’un collège important pour répondre aux besoins d’une croissance de la population, puis au lycée avec la création de la section en arts appliqués au début des années 1990 suivie de l’ouverture des classes de post bac. 
L'actuel emplacement de l'Institut Sainte-Geneviève, le 64, rue d'Assas, a quant à lui toujours été consacré à l'enseignement. Il abritait dès la moitié du XIXe le cours Duchemin, un pensionnat de jeunes filles réputé. Il sera repris quelque cinquante ans plus tard par Joséphine et Émilie Valton. Le Cours Valton s’y installe donc en 1898, l’année même où les deux sœurs entrent dans la Société des Filles du cœur de Marie. Après de longues années de travail commun, l'Institut Sainte-Geneviève et le Cours Valton achèvent leur rapprochement en 1974.

## Classement
En 2015, le lycée se classe 3e sur 109 au niveau départemental quant à la qualité d'enseignement, et 29e au niveau national. Le classement s'établit sur trois critères : le taux de réussite au bac, la proportion d'élèves de première qui obtient le baccalauréat en ayant fait les deux dernières années de leur scolarité dans l'établissement, et la valeur ajoutée (calculée à partir de l'origine sociale des élèves, de leur âge et de leurs résultats au diplôme national du brevet).